# Oxyurichthys stigmalophius
Oxyurichthys stigmalophius är en fiskart som först beskrevs av Mead och Böhlke, 1958.  Oxyurichthys stigmalophius ingår i släktet Oxyurichthys och familjen smörbultsfiskar. Inga underarter finns listade i Catalogue of Life.